# Cantone di Grostenquin
Il Cantone di Grostenquin era una divisione amministrativa dell'arrondissement di Forbach.
È stato soppresso a seguito della riforma complessiva dei cantoni del 2014, che è entrata in vigore con le elezioni dipartimentali del 2015.
Comprendeva i comuni di:
- Altrippe
- Baronville
- Bérig-Vintrange
- Biding
- Bistroff
- Boustroff
- Brulange
- Destry
- Diffembach-lès-Hellimer
- Eincheville
- Erstroff
- Frémestroff
- Freybouse
- Gréning
- Grostenquin
- Guessling-Hémering
- Harprich
- Hellimer
- Landroff
- Laning
- Lelling
- Leyviller
- Lixing-lès-Saint-Avold
- Maxstadt
- Morhange
- Petit-Tenquin
- Racrange
- Suisse
- Vahl-Ebersing
- Vallerange
- Viller